# WTA Тур 2013
WTA Тур 2013 е 43-тият сезон от професионални турнири по тенис за жени, организиран от Женската тенис асоциация през 2013 г. Той включва четирите турнира от Големия шлем, всички турнири от категориите „Висши“ (общо 21) и „Международни“ (30), Шампионата на WTA Тур и Шампионския турнир. Общият брой на турнирите е 57. Началото на сезона е сложено на 29 декември 2012 г., а неговият край е на 3 ноември 2013 г.
Серина Уилямс завършва годината като номер 1 в ранглистата за сингъл жени, а при двойките италианките Сара Ерани и Роберта Винчи се поздравяват с този успех. Уилямс завършва годината като No.1 с 13,540 точки; печели общо 11 титли (има и 2 загубени финала) и заработва $12 385 572.
През 2013 г. от професионалния тенис се отказват състезателки като:
- Марион Бартоли – носителка на 8 титли, последната от които Уимбълдън 2013, и бивша номер 7;
- Анна Чакветадзе – има 8 титли, стигала е до полуфинал на US Open 2007 и е бивша номер 5;
- Татяна Головин – в кариерата си е спечелила 2 титли, стигала е до четвъртфинал на US Open 2006 и е бивша номер 12;
- Агнеш Саваи – има 5 титли, стигала е до четвъртфинал на US Open 2007 и е бивша номер 13;
- Анастасия Севастова – има 1 титла, върховото ѝ класиране в световната ранглиста е номер 36;
- Джил Крейбъс – има 1 титла, върховото ѝ класиране в световната ранглиста е номер 39;
- Ан Кеотавонг – най-високото ѝ класиране в световната ранглиста е номер 48.

## График
Пълен списък на турнирите на Женската тенис асоциация през сезон 2013. Данните представят прогреса на състезателките от четвъртфиналната фаза.

### Легенда
| Голям шлем                     |
| Шампионат на WTA Тур           |
| Шампионски турнир              |
| Категория „Задължителни висши“ |
| Категория „Висши 5“            |
| Категория „Висши“              |
| Категория „Международни“       |
| Отборно първенство             |

### Януари
| Дата                | Турнир | Шампионка                               | Резултат                   | Финалистка                           | Полуфиналистки                    | Четвъртфиналистки                                                     |
| ------------------- | --- | --------------------------------------- | -------------------------- | ------------------------------------ | --------------------------------- | --------------------------------------------------------------------- |
| 31 декември         | Хопман Къп Пърт, Австралия Отборно първенство $1 000 000 – Твърда настилка (з) 8 отбора в две групи                                      | Испания                                 | 2 – 1                      | Сърбия                               | група А Австралия Италия Германия | група Б САЩ ЮАР Франция                                               |
| 31 декември         | Бризбейн Интернешънъл 2013 Бризбейн, Австралия Категория Висши $1 000 000 – Твърда настилка 30 сингъл/32 квалификации/16 двойки          | Серина Уилямс                           | 6–2, 6–1                   | Анастасия Павлюченкова               | Виктория Азаренка Леся Цуренко    | Ксения Первак Слоун Стивънс Анджелик Кербер Даниела Хантухова         |
| 31 декември         | Бризбейн Интернешънъл 2013 Бризбейн, Австралия Категория Висши $1 000 000 – Твърда настилка 30 сингъл/32 квалификации/16 двойки          | Бетани Матек-Сандс Саня Мирза           | 4–6, 6–4, [10–7]           | Анна-Лена Грьонефелд Квета Пешке     | Виктория Азаренка Леся Цуренко    | Ксения Первак Слоун Стивънс Анджелик Кербер Даниела Хантухова         |
| 31 декември         | Ей Ес Би Класик 2013 Окланд, Нова Зеландия Категория Международни $235 000 – Твърда настилка 32 сингъл/30 квалификации/16 двойки         | Агнешка Радванска                       | 6–4, 6–4                   | Янина Викмайер                       | Джейми Хамптън Мона Бартел        | Елена Веснина Кики Бертенс Кирстен Флипкенс Йохана Ларсон             |
| 31 декември         | Ей Ес Би Класик 2013 Окланд, Нова Зеландия Категория Международни $235 000 – Твърда настилка 32 сингъл/30 квалификации/16 двойки         | Кара Блек Анастасия Родионова           | 2–6, 6–2, [10–5]           | Юлия Гьоргес Ярослава Шведова        | Джейми Хамптън Мона Бартел        | Елена Веснина Кики Бертенс Кирстен Флипкенс Йохана Ларсон             |
| 31 декември         | Шънджън Оупън 2013 Шънджън, Китай Категория Международни $500 000 – Твърда настилка 32 сингъл/16 квалификации/16 двойки                  | Ли На                                   | 6–3, 1–6, 7–5              | Клара Закопалова                     | Шуай Пън Моника Никулеску         | Бояна Йовановски Аника Бек Йъмао Жоу Марион Бартоли                   |
| 31 декември         | Шънджън Оупън 2013 Шънджън, Китай Категория Международни $500 000 – Твърда настилка 32 сингъл/16 квалификации/16 двойки                  | Хаочин Чан Юнгжан Чан                   | 6–0, 7–5                   | Ирина Бурячок Валерия Соловиева      | Шуай Пън Моника Никулеску         | Бояна Йовановски Аника Бек Йъмао Жоу Марион Бартоли                   |
| 7 януари            | Апия Интернешънъл Сидни 2013 Сидни, Австралия Категория Висши $690 000 – Твърда настилка 30 сингъл/48 квалификации/16 двойки             | Агнешка Радванска                       | 6–0, 6–0                   | Доминика Цибулкова                   | Ли На Анджелик Кербер             | Роберта Винчи Мадисън Кийс Сара Ерани Светлана Кузнецова              |
| 7 януари            | Апия Интернешънъл Сидни 2013 Сидни, Австралия Категория Висши $690 000 – Твърда настилка 30 сингъл/48 квалификации/16 двойки             | Надя Петрова Катарина Среботник         | 6–3, 6–4                   | Сара Ерани Роберта Винчи             | Ли На Анджелик Кербер             | Роберта Винчи Мадисън Кийс Сара Ерани Светлана Кузнецова              |
| 7 януари            | Муриля Хобарт Интернешънъл 2013 Хобарт, Австралия Категория Международни $235 000 – Твърда настилка 32 сингъл/32 квалификации/16 двойки  | Елена Веснина                           | 6 – 3, 6 – 4               | Мона Бартел                          | Кирстен Флипкенс Слоун Стивънс    | Моника Никулеску Цветана Пиронкова Ярмила Гайдошова Лорън Дейвис      |
| 7 януари            | Муриля Хобарт Интернешънъл 2013 Хобарт, Австралия Категория Международни $235 000 – Твърда настилка 32 сингъл/32 квалификации/16 двойки  | Гарбине Мугуруса Мария Тереса Торо Флор | 6 – 3, 7 – 6(7 – 5)        | Тимеа Бабош Манди Минела             | Кирстен Флипкенс Слоун Стивънс    | Моника Никулеску Цветана Пиронкова Ярмила Гайдошова Лорън Дейвис      |
| 14 януари 21 януари | Аустрелиън Оупън 2013 Мелбърн, Австралия Голям шлем $12 122 762 – Твърда настилка 128 сингъл/96 квалификации/64 двойки/32 смесени двойки | Виктория Азаренка                       | 4 – 6, 6 – 4, 6 – 3        | Ли На                                | Слоун Стивънс Мария Шарапова      | Светлана Кузнецова Серина Уилямс Агнешка Радванска Екатерина Макарова |
| 14 януари 21 януари | Аустрелиън Оупън 2013 Мелбърн, Австралия Голям шлем $12 122 762 – Твърда настилка 128 сингъл/96 квалификации/64 двойки/32 смесени двойки | Сара Ерани Роберта Винчи                | 6 – 2, 3 – 6, 6 – 2        | Ашли Барти Кейси Делакуа             | Слоун Стивънс Мария Шарапова      | Светлана Кузнецова Серина Уилямс Агнешка Радванска Екатерина Макарова |
| 14 януари 21 януари | Аустрелиън Оупън 2013 Мелбърн, Австралия Голям шлем $12 122 762 – Твърда настилка 128 сингъл/96 квалификации/64 двойки/32 смесени двойки | Ярмила Гайдошова Матю Ебдън             | 6 – 3, 7 – 5               | Луцие Храдецка Франтишек Чермак      | Слоун Стивънс Мария Шарапова      | Светлана Кузнецова Серина Уилямс Агнешка Радванска Екатерина Макарова |
| 28 януари           | Оупън Же Де Еф Сюез 2013 Париж, Франция Категория Висши $690 000 – Твърда настилка (з) 30 сингъл/32 квалификации/16 двойки               | Мона Бартел                             | 7 – 5, 7 – 6(7 – 4)        | Сара Ерани                           | Кики Бертенс Кристина Младенович  | Карла Суарес Наваро Луцие Шафаржова Марион Бартоли Петра Квитова      |
| 28 януари           | Оупън Же Де Еф Сюез 2013 Париж, Франция Категория Висши $690 000 – Твърда настилка (з) 30 сингъл/32 квалификации/16 двойки               | Сара Ерани Роберта Винчи                | 6 – 1, 6 – 1               | Андреа Хлавачкова Лизел Хубер        | Кики Бертенс Кристина Младенович  | Карла Суарес Наваро Луцие Шафаржова Марион Бартоли Петра Квитова      |
| 28 януари           | Патая Оупън 2013 Патая, Тайланд Категория Международни $235 000 – Твърда настилка 32 сингъл/16 квалификации/16 двойки                    | Мария Кириленко                         | 5 – 7, 6 – 1, 7 – 6(7 – 1) | Сабине Лисицки                       | Нина Братчикова Сорана Кърстя     | Аюми Морита Марина Еракович Анастасия Севастова Елена Веснина         |
| 28 януари           | Патая Оупън 2013 Патая, Тайланд Категория Международни $235 000 – Твърда настилка 32 сингъл/16 квалификации/16 двойки                    | Кимико Дате-Крум Кейси Делакуа          | 6 – 3, 6 – 2               | Акгул Аманмурадова Александра Панова | Нина Братчикова Сорана Кърстя     | Аюми Морита Марина Еракович Анастасия Севастова Елена Веснина         |

### Февруари
| Дата        | Турнир | Шампионка                                              | Резултат                              | Финалистка                                             | Полуфиналистки                      | Четвъртфиналистки                                                             |
| ----------- | --- | ------------------------------------------------------ | ------------------------------------- | ------------------------------------------------------ | ----------------------------------- | ----------------------------------------------------------------------------- |
| 4 февруари  | Фед Къп четвъртфинали 2013 Острава, Чехия – Твърда настилка (з) Римини, Италия – Клей (червен) (з) Москва, Русия – Твърда настилка (з) Ниш, Сърбия – Твърда настилка (з) | Победили в четвъртфиналите Чехия Италия Русия Словакия | 4 – 0 3 – 2                           | Загубили в четвъртфиналите Австралия САЩ Япония Сърбия |                                     |                                                                               |
| 11 февруари | Катар Тотал Оупън 2013 Доха, Катар Категория Висши 5 $2 369 000 – Твърда настилка 56 сингъл/32 квалификации/16 двойки                                                    | Виктория Азаренка                                      | 7 – 6(8 – 6), 2 – 6, 6 – 3            | Серина Уилямс                                          | Агнешка Радванска Мария Шарапова    | Сара Ерани Каролине Возняцки Саманта Стосър Петра Квитова                     |
| 11 февруари | Катар Тотал Оупън 2013 Доха, Катар Категория Висши 5 $2 369 000 – Твърда настилка 56 сингъл/32 квалификации/16 двойки                                                    | Сара Ерани Роберта Винчи                               | 2 – 6, 6 – 3, [10 – 6]                | Надя Петрова Катарина Среботник                        | Агнешка Радванска Мария Шарапова    | Сара Ерани Каролине Возняцки Саманта Стосър Петра Квитова                     |
| 18 февруари | Дубай Тенис Чемпиъншипс 2013 Дубай, ОАЕ Категория Висши $2 000 000 – Твърда настилка 28 сингъл/32 квалификации/16 двойки                                                 | Петра Квитова                                          | 6 – 2, 1 – 6, 6 – 1                   | Сара Ерани                                             | Роберта Винчи Каролине Возняцки     | Надя Петрова Саманта Стосър Агнешка Радванска Марион Бартоли                  |
| 18 февруари | Дубай Тенис Чемпиъншипс 2013 Дубай, ОАЕ Категория Висши $2 000 000 – Твърда настилка 28 сингъл/32 квалификации/16 двойки                                                 | Бетани Матек-Сандс Саня Мирза                          | 6 – 4, 2 – 6, [10 – 7]                | Надя Петрова Катарина Среботник                        | Роберта Винчи Каролине Возняцки     | Надя Петрова Саманта Стосър Агнешка Радванска Марион Бартоли                  |
| 18 февруари | Копа Колсанитас 2013 Богота, Колумбия Категория Международни $235 000 – Клей (червен) 32 сингъл/32 квалификации/16 двойки                                                | Йелена Янкович                                         | 6 – 1, 6 – 2                          | Паула Ормаечеа                                         | Карин Кнап Теляна Перейра           | Александра Каданцу Лара Аруабарена-Весино Мария Тереса Торо Флор Манди Минела |
| 18 февруари | Копа Колсанитас 2013 Богота, Колумбия Категория Международни $235 000 – Клей (червен) 32 сингъл/32 квалификации/16 двойки                                                | Тимеа Бабош Манди Минела                               | 6 – 4, 2 – 6, [10 – 7]                | Ева Бирнерова Александра Панова                        | Карин Кнап Теляна Перейра           | Александра Каданцу Лара Аруабарена-Весино Мария Тереса Торо Флор Манди Минела |
| 18 февруари | Ю Ес Нешънъл Индор Тенис Чемпиъншипс 2013 Мемфис, САЩ Категория Международни $235 000 – Твърда настилка (з) 32 сингъл/16 квалификации/16 двойки                          | Марина Еракович                                        | 6 – 1, отказване                      | Сабине Лисицки                                         | Магдалена Рибарикова Щефани Фьогеле | Кирстен Флипкенс Кристина Младенович Хедър Уотсън Джейми Хемптън              |
| 18 февруари | Ю Ес Нешънъл Индор Тенис Чемпиъншипс 2013 Мемфис, САЩ Категория Международни $235 000 – Твърда настилка (з) 32 сингъл/16 квалификации/16 двойки                          | Кристина Младенович Галина Воскобоева                  | 7 – 6(7 – 5), 6 – 3                   | София Арвидсон Йохана Ларсон                           | Магдалена Рибарикова Щефани Фьогеле | Кирстен Флипкенс Кристина Младенович Хедър Уотсън Джейми Хемптън              |
| 25 февруари | Абиерто Мехикано Телсел 2013 Акапулко, Мексико Категория Международни $235 000 – Клей (червен) 32 сингъл/32 квалификации/16 двойки                                       | Сара Ерани                                             | 6 – 0, 6 – 4                          | Карла Суарес Наваро                                    | Ализе Корне Силвия Солер Еспиноса   | Кики Бертенс Лурдес Домингес Лино Карин Кнап Франческа Скиавоне               |
| 25 февруари | Абиерто Мехикано Телсел 2013 Акапулко, Мексико Категория Международни $235 000 – Клей (червен) 32 сингъл/32 квалификации/16 двойки                                       | Лурдес Домингес Лино Аранча Пара Сантонха              | 6 – 4, 7 – 6(7 – 1)                   | Каталина Кастано Мариана Дуке Мариньо                  | Ализе Корне Силвия Солер Еспиноса   | Кики Бертенс Лурдес Домингес Лино Карин Кнап Франческа Скиавоне               |
| 25 февруари | Малайзиън Оупън 2013 Куала Лумпур, Малайзия Категория Международни $235 000 – Твърда настилка 32 сингъл/32 квалификации/16 двойки                                        | Каролина Плишкова                                      | 1 – 6, 7 – 5, 6 – 3                   | Бетани Матек-Сандс                                     | Аюми Морита Анастасия Павлюченкова  | Патриция Майр-Ахлайтнер Луксика Кумхум Ашли Барти Сие Су-вей                  |
| 25 февруари | Малайзиън Оупън 2013 Куала Лумпур, Малайзия Категория Международни $235 000 – Твърда настилка 32 сингъл/32 квалификации/16 двойки                                        | Сюко Аояма Чан Кай-чен                                 | 6 – 7(4 – 7), 7 – 6(7 – 4), [14 – 12] | Жанет Хусарова Джан Шуай                               | Аюми Морита Анастасия Павлюченкова  | Патриция Майр-Ахлайтнер Луксика Кумхум Ашли Барти Сие Су-вей                  |
| 25 февруари | Бразил Тенис Къп 2013 Флорианополис, Бразилия Категория Международни $235 000 – Твърда настилка 32 сингъл/32 квалификации/16 двойки                                      | Моника Никулеску                                       | 6 – 2, 4 – 6, 6 – 4                   | Олга Пучкова                                           | Винъс Уилямс Кристина Младенович    | Магдалена Рибарикова Яна Чепелова Тимеа Бабош Мелинда Цинк                    |
| 25 февруари | Бразил Тенис Къп 2013 Флорианополис, Бразилия Категория Международни $235 000 – Твърда настилка 32 сингъл/32 квалификации/16 двойки                                      | Анабел Медина Гаригес Ярослава Шведова                 | 6 – 0, 6 – 4                          | Ан Кеотавонг Валерия Савиних                           | Винъс Уилямс Кристина Младенович    | Магдалена Рибарикова Яна Чепелова Тимеа Бабош Мелинда Цинк                    |

### Март
| Дата            | Турнир | Шампионка                        | Резултат               | Финалистка                      | Полуфиналистки                   | Четвъртфиналистки                                         |
| --------------- | --- | -------------------------------- | ---------------------- | ------------------------------- | -------------------------------- | --------------------------------------------------------- |
| 4 март 11 март  | Бе Ен Пе Париба Оупън 2013 Индиън Уелс, САЩ Категория Задължителни висши $5 185 625 – Твърда настилка 96 сингъл/48 квалификации/32 двойки | Мария Шарапова                   | 6 – 2, 6 – 2           | Каролине Возняцки               | Анджелик Кербер Мария Кириленко  | Виктория Азаренка Саманта Стосър Петра Квитова Сара Ерани |
| 4 март 11 март  | Бе Ен Пе Париба Оупън 2013 Индиън Уелс, САЩ Категория Задължителни висши $5 185 625 – Твърда настилка 96 сингъл/48 квалификации/32 двойки | Екатерина Макарова Елена Веснина | 6 – 0, 5 – 7, [10 – 6] | Надя Петрова Катарина Среботник | Анджелик Кербер Мария Кириленко  | Виктория Азаренка Саманта Стосър Петра Квитова Сара Ерани |
| 18 март 25 март | Сони Оупън Тенис 2013 Маями, САЩ Категория Задължителни висши $5 185 625 – Твърда настилка 96 сингъл/48 квалификации/32 двойки            | Серина Уилямс                    | 4 – 6, 6 – 3, 6 – 0    | Мария Шарапова                  | Агнешка Радванска Йелена Янкович | На Ли Кирстен Флипкенс Сара Ерани Роберта Винчи           |
| 18 март 25 март | Сони Оупън Тенис 2013 Маями, САЩ Категория Задължителни висши $5 185 625 – Твърда настилка 96 сингъл/48 квалификации/32 двойки            | Надя Петрова Катарина Среботник  | 6 – 1, 7 – 6(7 – 2)    | Лиса Реймънд Лора Робсън        | Агнешка Радванска Йелена Янкович | На Ли Кирстен Флипкенс Сара Ерани Роберта Винчи           |

### Април
| Дата     | Турнир | Шампионка                                   | Резултат            | Финалистка                             | Полуфиналистки                    | Четвъртфиналистки                                                  |
| -------- | --- | ------------------------------------------- | ------------------- | -------------------------------------- | --------------------------------- | ------------------------------------------------------------------ |
| 1 април  | Фемили Съркъл Къп 2013 Чарлстън, САЩ Категория Висши $795 707 – Клей (зелен) 56 сингъл/48 квалификации/16 двойки                                                   | Серина Уилямс                               | 3 – 6, 6 – 0, 6 – 2 | Йелена Янкович                         | Винъс Уилямс Щефани Фьогеле       | Луцие Шафаржова Мадисън Кийс Южени Бушар Каролине Возняцки         |
| 1 април  | Фемили Съркъл Къп 2013 Чарлстън, САЩ Категория Висши $795 707 – Клей (зелен) 56 сингъл/48 квалификации/16 двойки                                                   | Кристина Младенович Луцие Шафаржова         | 6 – 3, 7 – 6(8 – 6) | Андреа Хлавачкова Лизел Хубер          | Винъс Уилямс Щефани Фьогеле       | Луцие Шафаржова Мадисън Кийс Южени Бушар Каролине Возняцки         |
| 1 април  | Монтерей Оупън 2013 Монтерей, Мексико Категория Международни $235 000 – Твърда настилка 32 сингъл/32 квалификации/16 двойки                                        | Анастасия Павлюченкова                      | 4 – 6, 6 – 2, 6 – 4 | Анджелик Кербер                        | Мария Кириленко Моника Никулеску  | Аюми Морита Урсула Радванска Тимеа Бабош Лорън Дейвис              |
| 1 април  | Монтерей Оупън 2013 Монтерей, Мексико Категория Международни $235 000 – Твърда настилка 32 сингъл/32 квалификации/16 двойки                                        | Тимеа Бабош Кимико Дате Крум                | 6 – 1, 6 – 4        | Ева Бирнерова Тамарин Танасугарн       | Мария Кириленко Моника Никулеску  | Аюми Морита Урсула Радванска Тимеа Бабош Лорън Дейвис              |
| 8 април  | Бе Ен Пе Париба Катовице Оупън 2013 Катовице, Полша Категория Международни $235 000 – Клей (червен) (з) 32 сингъл/32 квалификации/16 двойки                        | Роберта Винчи                               | 7 – 6(7 – 2), 6 – 1 | Петра Квитова                          | Александра Каданцу Аника Бек      | Петра Мартич Шахар Пеер Мария Елена Камерин Каролина Плишкова      |
| 8 април  | Бе Ен Пе Париба Катовице Оупън 2013 Катовице, Полша Категория Международни $235 000 – Клей (червен) (з) 32 сингъл/32 квалификации/16 двойки                        | Лара Аруабарена-Весино Лурдес Домингес Лино | 6 – 4, 7 – 5        | Ралука Олару Валерия Соловьова         | Александра Каданцу Аника Бек      | Петра Мартич Шахар Пеер Мария Елена Камерин Каролина Плишкова      |
| 15 април | Фед Къп полуфинали 2013 Палермо, Италия – Клей Москва, Русия – Твърда настилка                                                                                     | Победили в полуфиналите Италия Русия        | 3 – 1 3 – 2         | Загубили в полуфиналите Чехия Словакия |                                   |                                                                    |
| 22 април | Порше Тенис Гран при 2013 Щутгарт, Германия Категория Висши $795 707 – Клей (червен) (з) 28 сингъл/32 квалификации/16 двойки                                       | Мария Шарапова                              | 6 – 4, 6 – 3        | Ли На                                  | Анджелик Кербер етани Матек-Сандс | Ана Иванович Ярослава Шведова Сабине Лисицки Петра Квитова         |
| 22 април | Порше Тенис Гран при 2013 Щутгарт, Германия Категория Висши $795 707 – Клей (червен) (з) 28 сингъл/32 квалификации/16 двойки                                       | Мона Бартел Сабине Лисицки                  | 6 – 4, 7 – 5        | Бетани Матек-Сандс Саня Мирза          | Анджелик Кербер етани Матек-Сандс | Ана Иванович Ярослава Шведова Сабине Лисицки Петра Квитова         |
| 22 април | Гран при на Нейно Кралско Височество принцеса Лала Мерием 2013 Маракеш, Мароко Категория Международни $235 000 – Клей (червен) 32 сингъл/32 квалификации/16 двойки | Франческа Скиавоне                          | 6 – 1, 6 – 3        | Лурдес Домингес Лино                   | Манди Минела Шанел Схеперс        | Кики Бертенс Силвия Солер Еспиноса Ализе Корне Кристина Младенович |
| 22 април | Гран при на Нейно Кралско Височество принцеса Лала Мерием 2013 Маракеш, Мароко Категория Международни $235 000 – Клей (червен) 32 сингъл/32 квалификации/16 двойки | Тимеа Бабош Манди Минела                    | 6 – 3, 6 – 1        | Петра Мартич Кристина Младенович       | Манди Минела Шанел Схеперс        | Кики Бертенс Силвия Солер Еспиноса Ализе Корне Кристина Младенович |
| 29 април | Ещорил Оупън 2013 Ещорил, Португалия Категория Международни $235 000 – Клей (червен) 32 сингъл/32 квалификации/16 двойки                                           | Анастасия Павлюченкова                      | 7 – 5, 6 – 2        | Карла Суарес Наваро                    | Ромина Опранди Кая Канепи         | Светлана Кузнецова Елена Веснина Моника Пуиг Аюми Морита           |
| 29 април | Ещорил Оупън 2013 Ещорил, Португалия Категория Международни $235 000 – Клей (червен) 32 сингъл/32 квалификации/16 двойки                                           | Чан Хао-чин Кристина Младенович             | 7 – 6(7 – 3), 6 – 2 | Дария Юрак Каталин Мароши              | Ромина Опранди Кая Канепи         | Светлана Кузнецова Елена Веснина Моника Пуиг Аюми Морита           |

### Май
| Дата         | Турнир | Шампионка                              | Резултат                | Финалистка                        | Полуфиналистки                | Четвъртфиналистки                                                   |
| ------------ | --- | -------------------------------------- | ----------------------- | --------------------------------- | ----------------------------- | ------------------------------------------------------------------- |
| 6 май        | Мутуа Мадрид Оупън 2013 Мадрид, Испания Категория Задължителни Висши €4 033 254 – Клей (червен) 64 сингъл/32 квалификации/28 двойки    | Серина Уилямс                          | 6 – 1, 6 – 4            | Мария Шарапова                    | Сара Ерани Ана Иванович       | Анабел Медина Гаригес Екатерина Макарова Анжелик Кербер Кая Канепи  |
| 6 май        | Мутуа Мадрид Оупън 2013 Мадрид, Испания Категория Задължителни Висши €4 033 254 – Клей (червен) 64 сингъл/32 квалификации/28 двойки    | Анастасия Павлюченкова Луцие Шафаржова | 6 – 2, 6 – 4            | Кара Блек Марина Еракович         | Сара Ерани Ана Иванович       | Анабел Медина Гаригес Екатерина Макарова Анжелик Кербер Кая Канепи  |
| 13 май       | Интернационали БНЛ д'Италия 2013 Рим, Италия Категория Висши 5 $2 369 000 – Клей (червен) 56 сингъл/32 квалификации/28 двойки          | Серина Уилямс                          | 6 – 1, 6 – 3            | Виктория Азаренка                 | Симона Халеп Сара Ерани       | Карла Суарес Наваро Йелена Янкович Саманта Стосър Мария Шарапова    |
| 13 май       | Интернационали БНЛ д'Италия 2013 Рим, Италия Категория Висши 5 $2 369 000 – Клей (червен) 56 сингъл/32 квалификации/28 двойки          | Су-вей Сие Шуай Пън                    | 4 – 6, 6 – 3, [10 – 8]  | Сара Ерани Роберта Винчи          | Симона Халеп Сара Ерани       | Карла Суарес Наваро Йелена Янкович Саманта Стосър Мария Шарапова    |
| 20 май       | Бръсълс Оупън 2013 Брюксел, Белгия Категория Висши $690 000 – Клей (червен) 30 сингъл/32 квалификации/16 двойки                        | Кая Канепи                             | 6 – 2, 7 – 5            | Шуай Пън                          | Ромина Опранди Джейми Хемптън | Джън Дзие Слоун Стивънс Варвара Лепченко Роберта Винчи              |
| 20 май       | Бръсълс Оупън 2013 Брюксел, Белгия Категория Висши $690 000 – Клей (червен) 30 сингъл/32 квалификации/16 двойки                        | Анна-Лена Грьонефелд Квета Пешке       | 6 – 0, 6 – 3            | Габриела Дабровски Шахар Пеер     | Ромина Опранди Джейми Хемптън | Джън Дзие Слоун Стивънс Варвара Лепченко Роберта Винчи              |
| 20 май       | Интернасионо дьо Страсбург 2013 Страсбург, Франция Категория Международни $235 000 – Клей (червен) 32 сингъл/32 квалификации/16 двойки | Ализе Корне                            | 7 – 6(7 – 4), 6 – 0     | Луцие Храдецка                    | Южени Бушар Флавия Пенета     | Анна Татишвили Шанел Схеперс Мисаки Дой Йохана Ларсон               |
| 20 май       | Интернасионо дьо Страсбург 2013 Страсбург, Франция Категория Международни $235 000 – Клей (червен) 32 сингъл/32 квалификации/16 двойки | Кимико Дате-Крум Шанел Схеперс         | 6 – 4, 3 – 6, [14 – 12] | Кара Блек Марина Еракович         | Южени Бушар Флавия Пенета     | Анна Татишвили Шанел Схеперс Мисаки Дой Йохана Ларсон               |
| 27 май 3 юни | Ролан Гарос 2013 Париж, Франция Голям шлем $11 315 740 – Клей (червен) 128 сингъл/96 квалификации/64 двойки/32 смесени двойки          | Серина Уилямс                          | 6 – 4, 6 – 4            | Мария Шарапова                    | Сара Ерани Виктория Азаренка  | Светлана Кузнецова Агнешка Радванска Мария Кириленко Йелена Янкович |
| 27 май 3 юни | Ролан Гарос 2013 Париж, Франция Голям шлем $11 315 740 – Клей (червен) 128 сингъл/96 квалификации/64 двойки/32 смесени двойки          | Екатерина Макарова Елена Веснина       | 7 – 5, 6 – 2            | Сара Ерани Роберта Винчи          | Сара Ерани Виктория Азаренка  | Светлана Кузнецова Агнешка Радванска Мария Кириленко Йелена Янкович |
| 27 май 3 юни | Ролан Гарос 2013 Париж, Франция Голям шлем $11 315 740 – Клей (червен) 128 сингъл/96 квалификации/64 двойки/32 смесени двойки          | Луцие Храдецка Франтишек Чермак        | 1 – 6, 6 – 4, [10 – 5]  | Кристина Младенович Даниел Нестор | Сара Ерани Виктория Азаренка  | Светлана Кузнецова Агнешка Радванска Мария Кириленко Йелена Янкович |

### Юни
| Дата         | Турнир | Шампионка                                | Резултат                      | Финалистка                              | Полуфиналистки                       | Четвъртфиналистки                                                  |
| ------------ | --- | ---------------------------------------- | ----------------------------- | --------------------------------------- | ------------------------------------ | ------------------------------------------------------------------ |
| 10 юни       | АЕГОН Класик 2013 Бирмингам, Великобритания Категория Международни $235 000 – Трева 56 сингъл/32 квалификации/16 двойки                     | Даниела Хантухова                        | 7 – 6(7 – 5), 6 – 4           | Дона Векич                              | Магдалена Рибарикова Алисън Риск     | Мадисън Кийс Сорана Кърстя Сабине Лисицки Франческа Скиавоне       |
| 10 юни       | АЕГОН Класик 2013 Бирмингам, Великобритания Категория Международни $235 000 – Трева 56 сингъл/32 квалификации/16 двойки                     | Ашли Барти Кейси Делакуа                 | 7 – 5, 6 – 4                  | Кара Блек Марина Еракович               | Магдалена Рибарикова Алисън Риск     | Мадисън Кийс Сорана Кърстя Сабине Лисицки Франческа Скиавоне       |
| 10 юни       | Нюрнбергер Ферзихерунгскъп 2013 Нюрнберг, Германия Категория Международни $235 000 – Клей (червен) 32 сингъл/16 квалификации/16 двойки      | Симона Халеп                             | 6 – 3, 6 – 3                  | Андреа Петкович                         | Йелена Янкович Луцие Шафаржова       | Лурдес Домингес Лино Аника Бек Галина Воскобоева Полона Херцог     |
| 10 юни       | Нюрнбергер Ферзихерунгскъп 2013 Нюрнберг, Германия Категория Международни $235 000 – Клей (червен) 32 сингъл/16 квалификации/16 двойки      | Ралука Олару Валерия Соловьова           | 2 – 6, 7 – 6(7 – 3), [11 – 9] | Анна-Лена Грьонефелд Квета Пешке        | Йелена Янкович Луцие Шафаржова       | Лурдес Домингес Лино Аника Бек Галина Воскобоева Полона Херцог     |
| 17 юни       | АЕГОН Интернешънъл 2013 Истборн, Великобритания Категория Висши $690 000 – Трева 32 сингъл/32 квалификации/16 двойки                        | Елена Веснина                            | 6 – 2, 6 – 1                  | Джейми Хемптън                          | Каролине Возняцки Янина Викмайер     | Луцие Шафаржова Екатерина Макарова Мария Кириленко Ли На           |
| 17 юни       | АЕГОН Интернешънъл 2013 Истборн, Великобритания Категория Висши $690 000 – Трева 32 сингъл/32 квалификации/16 двойки                        | Надя Петрова Катарина Среботник          | 6 – 3, 6 – 3                  | Моника Никулеску Клара Закопалова       | Каролине Возняцки Янина Викмайер     | Луцие Шафаржова Екатерина Макарова Мария Кириленко Ли На           |
| 17 юни       | ТОПШЕЛФ Оупън 2013 Хертогенбош, Нидерландия Категория Международни $235 000 – Трева 32 сингъл/16 квалификации/16 двойки                     | Симона Халеп                             | 6 – 4, 6 – 2                  | Кирстен Флипкенс                        | Карла Суарес Наваро Гарбине Мугуруса | Леся Цуренко Цветана Пиронкова Урсула Радванска Доминика Цибулкова |
| 17 юни       | ТОПШЕЛФ Оупън 2013 Хертогенбош, Нидерландия Категория Международни $235 000 – Трева 32 сингъл/16 квалификации/16 двойки                     | Ирина-Камелия Бегу Анабел Медина Гаригес | 4 – 6, 7 – 6(7 – 3), [11 – 9] | Доминика Цибулкова Аранча Пара Сантонха | Карла Суарес Наваро Гарбине Мугуруса | Леся Цуренко Цветана Пиронкова Урсула Радванска Доминика Цибулкова |
| 24 юни 1 юли | Уимбълдън 2013 Лондон, Великобритания Голям шлем $11 174 883 – Трева 128 сингъл/96 квалификации/64 двойки/16 квалификации/48 смесени двойки | Марион Бартоли                           | 6 – 1, 6 – 4                  | Сабине Лисицки                          | Агнешка Радванска Кирстен Флипкенс   | Кая Канепи Ли На Слоун Стивънс Петра Квитова                       |
| 24 юни 1 юли | Уимбълдън 2013 Лондон, Великобритания Голям шлем $11 174 883 – Трева 128 сингъл/96 квалификации/64 двойки/16 квалификации/48 смесени двойки | Сие Су-вей Шуай Пън                      | 7 – 6(7 – 1), 6 – 1           | Ашли Барти Кейси Делакуа                | Агнешка Радванска Кирстен Флипкенс   | Кая Канепи Ли На Слоун Стивънс Петра Квитова                       |
| 24 юни 1 юли | Уимбълдън 2013 Лондон, Великобритания Голям шлем $11 174 883 – Трева 128 сингъл/96 квалификации/64 двойки/16 квалификации/48 смесени двойки | Кристина Младенович Даниел Нестор        | 5 – 7, 6 – 2, 8 – 6           | Лиса Реймънд Бруно Соарес               | Агнешка Радванска Кирстен Флипкенс   | Кая Канепи Ли На Слоун Стивънс Петра Квитова                       |

### Юли
| Дата   | Турнир | Шампионка                              | Резултат                      | Финалистка                          | Полуфиналистки                          | Четвъртфиналистки                                                           |
| ------ | --- | -------------------------------------- | ----------------------------- | ----------------------------------- | --------------------------------------- | --------------------------------------------------------------------------- |
| 8 юли  | Гран при на Будапеща 2013 Будапеща, Унгария Категория Международни $235 000 – Клей (червен) 32 сингъл/0 квалификации/8 двойки               | Симона Халеп                           | 6 – 3, 6 – 7(7 – 9), 6 – 1    | Ивон Мойсбургер                     | Шанел Схеперс Александра Каданцу        | Данка Ковинич Аника Бек Тимеа Бабош Шахар Пеер                              |
| 8 юли  | Гран при на Будапеща 2013 Будапеща, Унгария Категория Международни $235 000 – Клей (червен) 32 сингъл/0 квалификации/8 двойки               | Андреа Хлавачкова Луцие Храдецка       | 6 – 4, 6 – 1                  | Нина Братчикова Анна Татишвили      | Шанел Схеперс Александра Каданцу        | Данка Ковинич Аника Бек Тимеа Бабош Шахар Пеер                              |
| 8 юли  | Интернационали Феминили ди Палермо 2013 Палермо, Италия Категория Международни $235 000 – Клей (червен) 32 сингъл/32 квалификации/16 двойки | Роберта Винчи                          | 6 – 3, 3 – 6, 6 – 3           | Сара Ерани                          | Клара Закопалова Естреля Кабеса Кандела | Силвия Солер Еспиноса Дина Пфиценмайер Рената Ворачова Лурдес Домингес Лино |
| 8 юли  | Интернационали Феминили ди Палермо 2013 Палермо, Италия Категория Международни $235 000 – Клей (червен) 32 сингъл/32 квалификации/16 двойки | Кристина Младенович Катажина Питер     | 6 – 1, 5 – 7, [10 – 8]        | Каролина Плишкова Кристина Плишкова | Клара Закопалова Естреля Кабеса Кандела | Силвия Солер Еспиноса Дина Пфиценмайер Рената Ворачова Лурдес Домингес Лино |
| 15 юли | Гащайн Лейдис 2013 Бад Гащайн, Австрия Категория Международни $235 000 – Клей (червен) 32 сингъл/32 квалификации/16 двойки                  | Ивон Мойсбургер                        | 7 – 5, 6 – 2                  | Андреа Хлавачкова                   | Елина Свитолина Карин Кнап              | Лиза-Мария Мозер Патриция Майр-Ахлайтнер Аранча Рус Аника Бек               |
| 15 юли | Гащайн Лейдис 2013 Бад Гащайн, Австрия Категория Международни $235 000 – Клей (червен) 32 сингъл/32 квалификации/16 двойки                  | Сандра Клеменшиц Андрея Клепач         | 6 – 1, 6 – 4                  | Кристина Бароа Елени Данилиду       | Елина Свитолина Карин Кнап              | Лиза-Мария Мозер Патриция Майр-Ахлайтнер Аранча Рус Аника Бек               |
| 15 юли | Открито първенство на Швеция 2013 Бостад, Швеция Категория Международни $235 000 – Клей (червен) 32 сингъл/32 квалификации/16 двойки        | Серина Уилямс                          | 6 – 4, 6 – 1                  | Йохана Ларсон                       | Клара Закопалова Флавия Пенета          | Лурдес Домингес Лино Ришел Хогенкамп Матилде Йохансон Виржини Разано        |
| 15 юли | Открито първенство на Швеция 2013 Бостад, Швеция Категория Международни $235 000 – Клей (червен) 32 сингъл/32 квалификации/16 двойки        | Анабел Медина Гаригес Клара Закопалова | 6 – 1, 6 – 4                  | Александра Дюлгеру Флавия Пенета    | Клара Закопалова Флавия Пенета          | Лурдес Домингес Лино Ришел Хогенкамп Матилде Йохансон Виржини Разано        |
| 22 юли | Банк ъф дъ Уест Класик 2013 Станфорд, САЩ Категория Висши $795 707 – Твърда настилка 28 сингъл/32 квалификации/16 двойки                    | Доминика Цибулкова                     | 3 – 6, 6 – 4, 6 – 4           | Агнешка Радванска                   | Джейми Хемптън Сорана Кърстя            | Варвара Лепченко Вера Душевина Урсула Радванска Олга Говорцова              |
| 22 юли | Банк ъф дъ Уест Класик 2013 Станфорд, САЩ Категория Висши $795 707 – Твърда настилка 28 сингъл/32 квалификации/16 двойки                    | Ракел Копс-Джоунс Абигейл Спиърс       | 6 – 2, 7 – 6(7 – 4)           | Юлия Гьоргес Дария Юрак             | Джейми Хемптън Сорана Кърстя            | Варвара Лепченко Вера Душевина Урсула Радванска Олга Говорцова              |
| 22 юли | Баку Къп 2013 Баку, Азербайджан Категория Международни $235 000 – Твърда настилка 32 сингъл/32 квалификации/16 двойки                       | Елина Свитолина                        | 6 – 4, 6 – 4                  | Шахар Пеер                          | Магда Линет Александра Каданцу          | Онс Джабер Тадея Майерич Галина Воскобоева Дона Векич                       |
| 22 юли | Баку Къп 2013 Баку, Азербайджан Категория Международни $235 000 – Твърда настилка 32 сингъл/32 квалификации/16 двойки                       | Ирина Бурячок Оксана Калашникова       | 4 – 6, 7 – 6(7 – 3), [10 – 4] | Елени Данилиду Александра Крунич    | Магда Линет Александра Каданцу          | Онс Джабер Тадея Майерич Галина Воскобоева Дона Векич                       |
| 29 юли | Открито първенство на Южна Калифорния 2013 Карлсбад, САЩ Категория Висши $795 707 – Твърда настилка 28 сингъл/32 квалификации/16 двойки     | Саманта Стосър                         | 6 – 2, 6 – 3                  | Виктория Азаренка                   | Ана Иванович Виржини Разано             | Урсула Радванска Роберта Винчи Петра Квитова Агнешка Радванска              |
| 29 юли | Открито първенство на Южна Калифорния 2013 Карлсбад, САЩ Категория Висши $795 707 – Твърда настилка 28 сингъл/32 квалификации/16 двойки     | Ракел Копс-Джоунс Абигейл Спиърс       | 6 – 4, 6 – 1                  | Чан Хао-чин Жанет Хусарова          | Ана Иванович Виржини Разано             | Урсула Радванска Роберта Винчи Петра Квитова Агнешка Радванска              |
| 29 юли | Сити Оупън 2013 Вашингтон, САЩ Категория Международни $235 000 – Твърда настилка 32 сингъл/16 квалификации/16 двойки                        | Магдалена Рибарикова                   | 6 – 4, 7 – 6(7 – 2)           | Андреа Петкович                     | Екатерина Макарова Ализе Корне          | Анжелик Кербер Моника Никулеску Сорана Кърстя Паула Орамечеа                |
| 29 юли | Сити Оупън 2013 Вашингтон, САЩ Категория Международни $235 000 – Твърда настилка 32 сингъл/16 квалификации/16 двойки                        | Сюко Аояма Вера Душевина               | 6 – 3, 6 – 3                  | Южени Бушар Тейлър Таунсенд         | Екатерина Макарова Ализе Корне          | Анжелик Кербер Моника Никулеску Сорана Кърстя Паула Орамечеа                |

### Август
| Дата                  | Турнир | Шампионка                         | Резултат                   | Финалистка                               | Полуфиналистки                     | Четвъртфиналистки                                                      |
| --------------------- | --- | --------------------------------- | -------------------------- | ---------------------------------------- | ---------------------------------- | ---------------------------------------------------------------------- |
| 5 август              | Роджърс Къп 2013 Торонто, Канада Категория Висши 5 $2 369 000 – Твърда настилка 56 сингъл/64 квалификации/28 двойки             | Серина Уилямс                     | 6 – 2, 6 – 2               | Сорана Кърстя                            | Агнешка Радванска Ли На            | Магдалена Рибарикова Сара Ерани Доминика Цибулкова Петра Квитова       |
| 5 август              | Роджърс Къп 2013 Торонто, Канада Категория Висши 5 $2 369 000 – Твърда настилка 56 сингъл/64 квалификации/28 двойки             | Йелена Янкович Катарина Среботник | 5 – 7, 6 – 2, [10 – 6]     | Анна-Лена Грьонефелд Квета Пешке         | Агнешка Радванска Ли На            | Магдалена Рибарикова Сара Ерани Доминика Цибулкова Петра Квитова       |
| 12 август             | Уестърн енд Съдърн Оупън 2013 Синсинати, САЩ Категория Висши 5 $2 369 000 – Твърда настилка 56 сингъл/48 квалификации/28 двойки | Виктория Азаренка                 | 2 – 6, 6 – 2, 7 – 6(8 – 6) | Серина Уилямс                            | Ли На Йелена Янкович               | Симона Халеп Агнешка Радванска Роберта Винчи Каролине Возняцки         |
| 12 август             | Уестърн енд Съдърн Оупън 2013 Синсинати, САЩ Категория Висши 5 $2 369 000 – Твърда настилка 56 сингъл/48 квалификации/28 двойки | Су-вей Сие Шуай Пън               | 2 – 6, 6 – 3, [12 – 10]    | Анна-Лена Грьонефелд Квета Пешке         | Ли На Йелена Янкович               | Симона Халеп Агнешка Радванска Роберта Винчи Каролине Возняцки         |
| 19 август             | Ню Хейвън Оупън 2013 Ню Хейвън, САЩ Категория Висши $750 000 – Твърда настилка 30 сингъл/48 квалификации/16 двойки              | Симона Халеп                      | 6 – 2, 6 – 2               | Петра Квитова                            | Каролине Возняцки Клара Закопалова | Екатерина Макарова Слоун Стивънс Анастасия Павлюченкова Елена Веснина  |
| 19 август             | Ню Хейвън Оупън 2013 Ню Хейвън, САЩ Категория Висши $750 000 – Твърда настилка 30 сингъл/48 квалификации/16 двойки              | Саня Мирза Джън Дзие              | 6 – 3, 6 – 4               | Анабел Медина Гаригес Катарина Среботник | Каролине Возняцки Клара Закопалова | Екатерина Макарова Слоун Стивънс Анастасия Павлюченкова Елена Веснина  |
| 26 август 9 септември | US Open 2013 Ню Йорк, САЩ Голям шлем $11 517 008 – Твърда настилка 128 сингъл/128 квалификации/64 двойки/32 смесени двойки      | Серина Уилямс                     | 7 – 5, 6 – 7(6 – 8), 6 – 1 | Виктория Азаренка                        | Ли На Флавия Пенета                | Карла Суарес Наваро Екатерина Макарова Роберта Винчи Даниела Хантухова |
| 26 август 9 септември | US Open 2013 Ню Йорк, САЩ Голям шлем $11 517 008 – Твърда настилка 128 сингъл/128 квалификации/64 двойки/32 смесени двойки      | Андреа Хлавачкова Луцие Храдецка  | 6 – 7(4 – 7), 6 – 1, 6 – 4 | Ашли Барти Кейси Делакуа                 | Ли На Флавия Пенета                | Карла Суарес Наваро Екатерина Макарова Роберта Винчи Даниела Хантухова |
| 26 август 9 септември | US Open 2013 Ню Йорк, САЩ Голям шлем $11 517 008 – Твърда настилка 128 сингъл/128 квалификации/64 двойки/32 смесени двойки      | Андреа Хлавачкова Макс Мирни      | 7 – 6(7 – 5), 6 – 3        | Абигейл Спиърс Сантяго Гонзалес          | Ли На Флавия Пенета                | Карла Суарес Наваро Екатерина Макарова Роберта Винчи Даниела Хантухова |

### Септември
| Дата         | Турнир | Шампионка                           | Резултат                   | Финалистка                         | Полуфиналистки                      | Четвъртфиналистки                                                   |
| ------------ | --- | ----------------------------------- | -------------------------- | ---------------------------------- | ----------------------------------- | ------------------------------------------------------------------- |
| 9 септември  | Ташкент Оупън 2013 Ташкент, Узбекистан Категория Международни $235 000 – Твърда настилка 32 сингъл/32 квалификации/16 двойки                  | Бояна Йовановски                    | 4 – 6, 7 – 5, 7 – 6(7 – 3) | Олга Говорцова                     | Мария Тереса Торо Флор Манди Минела | Галина Воскобоева Ивон Мойсбургер Александра Каданцу Настася Бърнет |
| 9 септември  | Ташкент Оупън 2013 Ташкент, Узбекистан Категория Международни $235 000 – Твърда настилка 32 сингъл/32 квалификации/16 двойки                  | Тимеа Бабош Ярослава Шведова        | 6 – 3, 6 – 3               | Олга Говорцова Манди Минела        | Мария Тереса Торо Флор Манди Минела | Галина Воскобоева Ивон Мойсбургер Александра Каданцу Настася Бърнет |
| 9 септември  | Бел Чалъндж 2013 Квебек, Канада Категория Международни $235 000 – Мокет (з) 32 сингъл/32 квалификации/16 двойки                               | Луцие Шафаржова                     | 6 – 4, 6 – 3               | Марина Еракович                    | Кристина Макхейл Южени Бушар        | Полона Херцог Айла Томлянович Лорън Дейвис Кристина Младенович      |
| 9 септември  | Бел Чалъндж 2013 Квебек, Канада Категория Международни $235 000 – Мокет (з) 32 сингъл/32 квалификации/16 двойки                               | Алла Кудрявцева Анастасия Родионова | 6 – 4, 6 – 3               | Андреа Халавачкова Луцие Храдецка  | Кристина Макхейл Южени Бушар        | Полона Херцог Айла Томлянович Лорън Дейвис Кристина Младенович      |
| 16 септември | KDB Korea Open 2013 Сеул, Южна Корея Категория Международни $500 000 – Твърда настилка 32 сингъл/32 квалификации/16 двойки                    | Агнешка Радванска                   | 6 – 7(6 – 8), 6 – 3, 6 – 4 | Анастасия Павлюченкова             | Лара Аруабарена Франческа Скиавоне  | Вера Душевина Чанг Со-чонг Ирина-Камелия Бегу Кимико Дате Крум      |
| 16 септември | KDB Korea Open 2013 Сеул, Южна Корея Категория Международни $500 000 – Твърда настилка 32 сингъл/32 квалификации/16 двойки                    | Чан Чин-вей Сю Ифан                 | 7 – 5, 6 – 3               | Ракел Копс-Джоунс Абигейл Спиърс   | Лара Аруабарена Франческа Скиавоне  | Вера Душевина Чанг Со-чонг Ирина-Камелия Бегу Кимико Дате Крум      |
| 16 септември | Гуанджоу Интернешънъл Уименс Оупън 2013 Гуанджоу, Китай Категория Международни $500 000 – Твърда настилка 32 сингъл/32 квалификации/16 двойки | Джан Шуай                           | 7 – 6(7 – 1), 6 – 1        | Ваня Кинг                          | Джън Дзие Ивон Мойсбургер           | Моника Пуиг Лора Робсън Йохана Конта Ализе Корне                    |
| 16 септември | Гуанджоу Интернешънъл Уименс Оупън 2013 Гуанджоу, Китай Категория Международни $500 000 – Твърда настилка 32 сингъл/32 квалификации/16 двойки | Сие Шу-вей Пън Шуай                 | 6 – 3, 4 – 6, [12 – 10]    | Ваня Кинг Галина Воскобоева        | Джън Дзие Ивон Мойсбургер           | Моника Пуиг Лора Робсън Йохана Конта Ализе Корне                    |
| 23 септември | Торай Пан Пасифик Оупън 2013 Токио, Япония Категория Висши 5 $2 369 000 – Твърда настилка 56 сингъл/48 квалификации/28 двойки                 | Петра Квитова                       | 6 – 2, 0 – 6, 6 – 3        | Анжелик Кербер                     | Винъс Уилямс Каролине Возняцки      | Южени Бушар Светлана Кузнецова Луцие Шафаржова Агнешка Радванска    |
| 23 септември | Торай Пан Пасифик Оупън 2013 Токио, Япония Категория Висши 5 $2 369 000 – Твърда настилка 56 сингъл/48 квалификации/28 двойки                 | Кара Блек Саня Мирза                | 2 – 6, 6 – 3, [12 – 10]    | Чан Хао-чин Лизел Хубер            | Винъс Уилямс Каролине Возняцки      | Южени Бушар Светлана Кузнецова Луцие Шафаржова Агнешка Радванска    |
| 30 септември | Чайна Оупън 2013 Пекин, Китай Категория Задължителни Висши $5 185 625 – Твърда настилка 60 сингъл/32 квалификации/28 двойки                   | Серина Уилямс                       | 6 – 2, 6 – 2               | Йелена Янкович                     | Агнешка Радванска Петра Квитова     | Каролине Возняцки Анжелик Кербер Ли На Луцие Шафаржова              |
| 30 септември | Чайна Оупън 2013 Пекин, Китай Категория Задължителни Висши $5 185 625 – Твърда настилка 60 сингъл/32 квалификации/28 двойки                   | Кара Блек Саня Мирза                | 6 – 2, 6 – 2               | Вера Душевина Аранча Пара Сантонха | Агнешка Радванска Петра Квитова     | Каролине Возняцки Анжелик Кербер Ли На Луцие Шафаржова              |

### Октомври
| Дата        | Турнир | Шампионка                           | Резултат               | Финалистка                          | Полуфиналистки                            | Четвъртфиналистки                                                                                                  |
| ----------- | --- | ----------------------------------- | ---------------------- | ----------------------------------- | ----------------------------------------- | --- |
| 7 октомври  | Дженерали Лейдис Линц 2013 Линц, Австрия Категория Международни $235 000 – Твърда настилка (з) 32 сингъл/32 квалификации/16 двойки          | Анжелик Кербер                      | 6 – 4, 7 – 6(8 – 6)    | Ана Иванович                        | Щефани Фьогеле Карла Суарес Наваро        | Слоун Стивънс Доминика Цибулкова Кирстен Флипкенс Патриция Майр-Ахлайтнер                                          |
| 7 октомври  | Дженерали Лейдис Линц 2013 Линц, Австрия Категория Международни $235 000 – Твърда настилка (з) 32 сингъл/32 квалификации/16 двойки          | Каролина Плишкова Кристина Плишкова | 7 – 6(8 – 6), 6 – 4    | Габриела Дабровски Алисия Росолска  | Щефани Фьогеле Карла Суарес Наваро        | Слоун Стивънс Доминика Цибулкова Кирстен Флипкенс Патриция Майр-Ахлайтнер                                          |
| 7 октомври  | Ейч Пи Оупън 2013 Осака, Япония Категория Международни $235 000 – Твърда настилка (з) 32 сингъл/32 квалификации/16 двойки                   | Саманта Стосър                      | 3 – 6, 7 – 5, 6 – 2    | Южени Бушар                         | Мадисън Кийс Куруми Нара                  | Джън Дзие Мисаки Дой Барбора Захлавова-Стрицова Полона Херцог                                                      |
| 7 октомври  | Ейч Пи Оупън 2013 Осака, Япония Категория Международни $235 000 – Твърда настилка (з) 32 сингъл/32 квалификации/16 двойки                   | Кристина Младенович Флавия Пенета   | 6 – 4, 6 – 3           | Саманта Стосър Джан Шуай            | Мадисън Кийс Куруми Нара                  | Джън Дзие Мисаки Дой Барбора Захлавова-Стрицова Полона Херцог                                                      |
| 14 октомври | Купа на Кремъл 2013 Москва, Русия Категория Висши $795 000 – Твърда настилка (з) 28 сингъл/32 квалификации/16 двойки                        | Симона Халеп                        | 7 – 6(7 – 1), 6 – 2    | Саманта Стосър                      | Анастасия Павлюченкова Светлана Кузнецова | Даниела Хантухова Алиса Клейбанова Ана Иванович Роберта Винчи                                                      |
| 14 октомври | Купа на Кремъл 2013 Москва, Русия Категория Висши $795 000 – Твърда настилка (з) 28 сингъл/32 квалификации/16 двойки                        | Светлана Кузнецова Саманта Стосър   | 6 – 1, 1 – 6, [10 – 8] | Алла Кудрявцева Анастасия Родионова | Анастасия Павлюченкова Светлана Кузнецова | Даниела Хантухова Алиса Клейбанова Ана Иванович Роберта Винчи                                                      |
| 14 октомври | Люксембург Оупън 2013 Люксембург Сити, Люксембург Категория Международни $235 000 – Твърда настилка (з) 32 сингъл/32 квалификации/16 двойки | Каролине Возняцки                   | 6 – 2, 6 – 2           | Аника Бек                           | Сабине Лисицки Щефани Фьогеле             | Бояна Йовановски Карин Кнап Катажина Питер Слоун Стивънс                                                           |
| 14 октомври | Люксембург Оупън 2013 Люксембург Сити, Люксембург Категория Международни $235 000 – Твърда настилка (з) 32 сингъл/32 квалификации/16 двойки | Щефани Фогт Янина Викмайер          | 7 – 6(7 – 2), 6 – 4    | Кристина Бароа Лора Торп            | Сабине Лисицки Щефани Фьогеле             | Бояна Йовановски Карин Кнап Катажина Питер Слоун Стивънс                                                           |
| 21 октомври | Шампионат на WTA Тур 2013 Истанбул, Турция Шампионат на WTA Тур $6 000 000 – Твърда настилка (з) 8 сингъл/4 двойки                          | Серина Уилямс                       | 2 – 6, 6 – 3, 6 – 0    | Ли На                               | Йелена Янкович Петра Квитова              | Загубили в груповата фаза Агнешка Радванска Анжелик Кербер Виктория Азаренка Сара Ерани                            |
| 21 октомври | Шампионат на WTA Тур 2013 Истанбул, Турция Шампионат на WTA Тур $6 000 000 – Твърда настилка (з) 8 сингъл/4 двойки                          | Сие Шу-вей Шуай Пън                 | 6 – 4, 7 – 5           | Екатерина Макарова Елена Веснина    | Йелена Янкович Петра Квитова              | Загубили в груповата фаза Агнешка Радванска Анжелик Кербер Виктория Азаренка Сара Ерани                            |
| 28 октомври | Гаранти Коза Турнир на шампионките 2013 София, България Шампионски турнир $750 000 – Твърда настилка (з) 8 сингъл                           | Симона Халеп                        | 2 – 6, 6 – 2, 6 – 2    | Саманта Стосър                      | Ана Иванович Анастасия Павлюченкова       | Загубили в груповата фаза Елина Свитолина Ализе Корне Елена Веснина Цветана Пиронкова Мария Кириленко (отказва се) |
| 28 октомври | Фед Къп финал 2013 Каляри, Италия – Клей (червен)                                                                                           | Италия                              | 4 – 0                  | Русия                               |                                           | |